# Samson Godwin
Samson Godwin est un footballeur nigérian, né le 11 novembre 1983 à Warri. Il évolue au poste de milieu défensif.

## Biographie

### En sélection
Samson Godwin obtient sa seule sélection en étant titulaire lors d'un match amical le 25 mai 2003 face à la Jamaïque, rencontre perdue par les nigérians (2-3).

## Palmarès
Vierge